# Melanoleuca oreina
Melanoleuca oreina (Fr.) Kühner & Maire – gatunek grzybów należący do rzędu pieczarkowców (Agaricales).

## Systematyka i nazewnictwo
Pozycja w klasyfikacji według Index Fungorum: Melanoleuca, Incertae sedis, Agaricales, Agaricomycetidae, Agaricomycetes, Agaricomycotina, Basidiomycota, Fungi.
Po raz pierwszy takson ten opisał w 1818 r. Elias Fries, nadając mu nazwę Agaricus oreinus. Obecną nazwę nadali mu w 1934 r. Robert Kühner i René Charles Joseph Ernest Maire. Ma 9 synonimów naukowych, m.in.
- Melanoleuca humilis var. fragillima (Fr.) Bon 1978
- Melanoleuca polioleuca f. oreina (Fr.) Boekhout 1988
- Melanoleuca polioleuca f. pusilla Boekhout & Kuyper 1996[2].

## Morfologia
Kapelusz
Średnica 2–8 cm, lekko wypukły do rozpostartego, często nieco podłużny. Powierzchnia nieco tłusta, gładka, w stanie wilgotnym szarobrązowa do ciemnoszarobrązowej, w stanie suchym szarawa.
Blaszki
Przyrośnięte, gęste, białe do jasnokremowych.
Trzon
Wysokość 3–10 cm, grubość 0,3–1 cm, cylindryczny, równej grubości lub nieco szerszy u podstawy. Powierzchnia włókienkowata, biaława do szarawo-płowej, u podstawy blaknąca do ciemnoszarobrązowej.
Miąższ
O niewyraźnym zapachu i smaku.
Cechy mikroskopowe
Zarodniki elipsoidalne, brodawkowate, 6,5-8,5 × 4-5 µm. Cheilocystydy często wrzecionowate, stożkowate na wierzchołku, olekko pogrubionych ścianach, z wierzchołkowymi kryształkami, 40-70 × 8-14 µm. Pleurocystydy podobne.

## Występowanie i siedlisko
Znane jest występowanie Melanoleuca oreina w Europie i Ameryce Północnej. W opracowanym przez W. Wojewodę w 2003 r. wykazie wielkowocnikowych grzybów podstawkowych Polski brak tego gatunku. Jego stanowiska podał J. Łuszczyński w 2007 r.
Naziemny grzyb saprotroficzny. Rośnie na różnego rodzaju terenach trawiastych.

## Znaczenie
Według niektórych autorów jest grzybem niejadalnym, według innych wszystkie ciemnobiałki są grzybami jadalnymi. W praktyce jednak większość grzybiarzy zbiera tylko nieliczne gatunki popularnych grzybów jadalnych.